# Amphicnaeia apicalis
Amphicnaeia apicalis är en skalbaggsart som beskrevs av Julius Melzer 1933. Amphicnaeia apicalis ingår i släktet Amphicnaeia och familjen långhorningar.
Artens utbredningsområde är Costa Rica. Inga underarter finns listade i Catalogue of Life.